# Голичич, Юрий
Юрий Голичич (словен. Jurij Goličič; род. 6 апреля 1981, Крань) — словенский хоккейный левый защитник/нападающий, выступает за катарский клуб Ойл Кингз. Старший брат Боштьяна Голичича, также хоккеиста.

## Достижения
- Чемпион Словении: 1999/00, 2000/01, 2001/02, 2002/03, 2003/04, 2004/05, 2005/06, 2007/08
- Победитель молодёжного чемпионата мира во втором дивизионе: 2001
- Серебряный призёр чемпионата мира в первом дивизионе: 2009
- Победитель чемпионата мира в первом дивизионе: 2007